# Бастія-Мондові
Бастія-Мондові (італ. Bastia Mondovì, п'єм. Bastìa) — муніципалітет в Італії, у регіоні П'ємонт, провінція Кунео.
Бастія-Мондові розташована на відстані близько 470 км на північний захід від Рима, 75 км на південь від Турина, 29 км на схід від Кунео.
Населення — 674 особи (2014).
Щорічний фестиваль відбувається 4 травня. Покровитель — San Fiorenzo.

## Демографія
Населення за роками:

Станом на 1 січня 2023 року в муніципалітеті офіційно проживало 69 іноземців з 6 країн, серед них 12 громадян країн Євросоюзу.

## Уродженці
- Карло Гільяно (*1891 — †1966) — італійський футболіст, захисник.

## Сусідні муніципалітети
- Карру
- Чильє
- Клавезана
- Мондові